# Persone di nome Orlando
| Questa pagina contiene informazioni ricavate automaticamente dalle voci biografiche con l'ausilio del template Bio e di un bot. L'aggiornamento è periodico e automatico e ricostruisce completamente la pagina. Se manca una persona in questa lista, sei pregato di non aggiungerla, ma accertati piuttosto che la sua voce biografica contenga il template Bio e che i dati anagrafici siano correttamente compilati. Se il template Bio manca, inseriscilo tu stesso o, in alternativa, metti l'avviso {{tmp\|Bio}} che ne segnala la mancanza. Se i dati riportati sono sbagliati, correggi direttamente la voce biografica; le modifiche saranno visibili in questa lista entro pochi giorni. Per chiarimenti vedi il progetto antroponimi. La lista contiene solo le 150 persone che sono citate nell'enciclopedia e per le quali è stato implementato correttamente il template Bio. Pagina aggiornata al 6 ago 2025. |

Questa è una lista di persone presenti nell'enciclopedia che hanno il nome Orlando, suddivise per attività principale.

## Allenatori di calcio(4)
- Orlando Aravena, allenatore di calcio cileno (Talca, n. 1942 - Santiago del Cile, † 2024)
- Orlando Pereira, allenatore di calcio e calciatore brasiliano (Santos, n. 1949 - São Vicente, † 1999)
- Orlando Strinati, allenatore di calcio e calciatore italiano (Terni, n. 1921 - Terni, † 2004)
- Orlando Trustfull, allenatore di calcio e ex calciatore olandese (Amsterdam, n. 1970)

## Allenatori di pallacanestro(1)
- Tubby Smith, allenatore di pallacanestro statunitense (Scotland, n. 1951)

## Antifascisti(1)
- Orlando Orlandi Posti, antifascista e partigiano italiano (Roma, n. 1926 - Roma, † 1944)

## Architetti(1)
- Orlando Veronese, architetto e urbanista italiano (Costa di Rovigo, n. 1908 - Ferrara, † 1999)

## Arcivescovi cattolici(3)
- Orlando Bonarli, arcivescovo cattolico italiano (Firenze - † 1461)
- Orlando Brandes, arcivescovo cattolico brasiliano (Urubici, n. 1946)
- Orlando Roa Barbosa, arcivescovo cattolico colombiano (Cali, n. 1958)

## Astronomi(1)
- Orlando Antonio Naranjo Villarroel, astronomo venezuelano (Anaco, n. 1951)

## Attivisti(1)
- Orlando Zapata Tamayo, attivista cubano (Santiago di Cuba, n. 1967 - L'Avana, † 2010)

## Attori(8)
- Orlando Bloom, attore britannico (Canterbury, n. 1977)
- Orlando Brown, attore e comico statunitense (Los Angeles, n. 1987)
- Orlando Cinque, attore italiano (Piano di Sorrento, n. 1972)
- Orlando Drummond, attore, doppiatore e conduttore radiofonico brasiliano (Rio de Janeiro, n. 1919 - Rio de Janeiro, † 2021)
- Orlando Jones, attore e sceneggiatore statunitense (Mobile, n. 1968)
- Orlando Mezzabotta, attore e doppiatore italiano (Ancona, n. 1944)
- Orlando Urdaneta, attore venezuelano (Maracaibo, n. 1946)
- Orlando Wells, attore britannico (Tonbridge, n. 1973)

## Autori televisivi(1)
- Orlando Portento, autore televisivo, conduttore televisivo e personaggio televisivo italiano (Bagnara Calabra, n. 1945)

## Avvocati(1)
- Orlando Ruggieri, avvocato e politico italiano (San Benedetto del Tronto, n. 1958)

## Banchieri(1)
- Orlando Bonsignori, banchiere italiano († 1273)

## Calciatori(31)
- Orlando Berrío, calciatore colombiano (Cartagena de Indias, n. 1991)
- Orlando Bertini, calciatore italiano (Roma, n. 1936 - Reggio Emilia, † 2020)
- Orlando Biagi, calciatore e allenatore di calcio italiano (Montecatini Terme, n. 1935 - Pisa, † 2019)
- Orlando Bocchi, calciatore italiano (Milano, n. 1904 - Milano, † 1932)
- Orlando Bordón, ex calciatore paraguaiano (Asunción, n. 1986)
- Orlando Engelaar, ex calciatore olandese (Rotterdam, n. 1979)
- Orlando Fantoni, calciatore e allenatore di calcio brasiliano (Belo Horizonte, n. 1917 - Salvador, † 2002)
- Orlando Galo, calciatore costaricano (Puntarenas, n. 2000)
- Orlando Gaona, calciatore paraguaiano (Villa Hayes, n. 1990)
- Orlando Garro, ex calciatore argentino (Mendoza, n. 1938)
- Orlando Gill, calciatore paraguaiano (San Lorenzo, n. 2000)
- Orlando Lorenzelli, calciatore italiano (Parana, n. 1899)
- Orlando Magini, calciatore italiano (Reggio Emilia, n. 1910)
- Orlando Maturana, ex calciatore colombiano (Barranquilla, n. 1965)
- Orlando Monteiro, ex calciatore saotomense (Praia, n. 1972)
- Orlando Mosquera, calciatore panamense (Panama, n. 1994)
- Orlando, ex calciatore angolano (n. 1966)
- Orlando Peçanha, calciatore brasiliano (Niterói, n. 1935 - Rio de Janeiro, † 2010)
- Orlando Prado, ex calciatore peruviano (Lima, n. 1972)
- Orlando Ramírez, calciatore cileno (n. 1943 - † 2018)
- Orlando Rao, calciatore e allenatore di calcio argentino (Rosario, n. 1926 - Sanremo, † 1991)
- Orlando Ricci, calciatore italiano (Massa, n. 1910)
- Orlando Rincón, ex calciatore messicano (Cuautla, n. 1985)
- Orlando Rodríguez, ex calciatore panamense (Colón, n. 1984)
- Orlando Rozzoni, calciatore e allenatore di calcio italiano (Treviglio, n. 1937 - Treviglio, † 2009)
- Orlando Sain, calciatore e allenatore di calcio italiano (Pola, n. 1912 - Genova, † 1995)
- Orlando Smeekes, ex calciatore olandese (Amsterdam, n. 1981)
- Orlando Sá, ex calciatore portoghese (Barcelos, n. 1988)
- Orlando Tognotti, calciatore e allenatore di calcio italiano (La Spezia, n. 1904 - Roma, † 1963)
- Rubén Yáñez, calciatore spagnolo (Blanes, n. 1993)
- Orlando de la Torre, calciatore peruviano (Trujillo, n. 1943 - † 2022)

## Cantanti(2)
- Orlando Julius, cantante, sassofonista e compositore nigeriano (Ikole, n. 1943 - Lagos, † 2022)
- Orlando Johnson, cantante statunitense (Winston-Salem, n. 1953)

## Cardinali(1)
- Orlando Beltran Quevedo, cardinale e arcivescovo cattolico filippino (Laoag, n. 1939)

## Cestisti(19)
- Orlando Antigua, ex cestista e allenatore di pallacanestro dominicano (n. 1973)
- Orlando Bauzón, cestista e allenatore di pallacanestro filippino (Calasiao, n. 1944 - Quezon City, † 2020)
- Orlando Etcheberrigaray, cestista cileno (n. 1933 - Olmué, † 2017)
- Orlando Febres, cestista statunitense (Fort Sill, n. 1964 - Houston, † 2015)
- Orlando Graham, ex cestista statunitense (Montgomery, n. 1965)
- Orlando Johnson, ex cestista statunitense (Monterey, n. 1989)
- Orlando Marrero, ex cestista portoricano (Morovis, n. 1962)
- Orlando Méndez-Valdez, ex cestista e dirigente sportivo statunitense (San Antonio, n. 1986)
- Carl Nicks, ex cestista e allenatore di pallacanestro statunitense (Chicago, n. 1958)
- Orlando Ortega, cestista panamense (n. 1981)
- Orlando Peralta, cestista argentino (n. 1930 - † 2010)
- Orlando Phillips, ex cestista statunitense (San Francisco, n. 1960)
- Orlando Robinson, cestista statunitense (Las Vegas, n. 2000)
- Orlando Sánchez, cestista dominicano (Nagua, n. 1988)
- Orlando Santiago, ex cestista portoricano (Bayamón, n. 1975)
- Orlando Silva, ex cestista cileno (Santiago del Cile, n. 1929)
- Fabián Tourn, cestista argentino (Reconquista, n. 1967 - Venado Tuerto, † 2009)
- Orlando Vega, ex cestista portoricano (Brooklyn, n. 1968)
- Orlando Woolridge, cestista e allenatore di pallacanestro statunitense (Bernice, n. 1959 - Mansfield, † 2012)

## Ciclisti su strada(1)
- Orlando Teani, ciclista su strada italiano (Massa, n. 1910 - Massa, † 1972)

## Circensi(1)
- Orlando Orfei, circense italiano (Riva del Garda, n. 1920 - Duque de Caxias, † 2015)

## Compositori(2)
- Orlando Dipiazza, compositore e direttore di coro italiano (Aiello del Friuli, n. 1929 - Aiello del Friuli, † 2013)
- Orlando Gibbons, compositore e organista inglese (Oxford, n. 1583 - Canterbury, † 1625)

## Condottieri(2)
- Orlando de' Rossi, condottiero italiano (Parmense - Milano)
- Orlando de' Rossi, condottiero italiano (San Secondo Parmense)

## Contrabbassisti(1)
- Orlando Cachaíto López, contrabbassista cubano (L'Avana, n. 1933 - L'Avana, † 2009)

## Criminali(1)
- Orlando Anderson, criminale statunitense (Los Angeles, n. 1974 - Compton, † 1998)

## Diplomatici(1)
- Orlando Letelier, diplomatico e politico cileno (Temuco, n. 1932 - Washington, † 1976)

## Dirigenti sportivi(2)
- Orlando Maini, dirigente sportivo e ex ciclista su strada italiano (Bologna, n. 1958)
- Orlando Urbano, dirigente sportivo e ex calciatore italiano (Ruviano, n. 1984)

## Disc jockey(1)
- Roland Brant, disc jockey e compositore italiano (Torino, n. 1961)

## Editori(1)
- Orlando Branca, editore italiano (Salerno, n. 1941)

## Generali(3)
- Orlando Ramón Agosti, generale argentino (San Andrés de Giles, n. 1924 - Buenos Aires, † 1997)
- Orlando Lorenzini, generale italiano (Guardistallo, n. 1890 - Cheren, † 1941)
- Orlando Ward, generale statunitense (Macon, n. 1891 - Denver, † 1972)

## Ginnasti(1)
- Orlando Polmonari, ginnasta italiano (Ferrara, n. 1924 - Ferrara, † 2014)

## Giocatori di baseball(3)
- Orlando Arcia, giocatore di baseball venezuelano (Anaco, n. 1994)
- Orlando Cepeda, giocatore di baseball portoricano (Ponce, n. 1937 - Concord, † 2024)
- Orlando Hernández, ex giocatore di baseball cubano (Villa Clara, n. 1965)

## Giocatori di football americano(5)
- Ryan Anderson, giocatore di football americano statunitense (Daphne, n. 1994)
- Orlando Brown Jr., giocatore di football americano statunitense (Duluth, n. 1996)
- Orlando Franklin, ex giocatore di football americano canadese (Kingston, n. 1987)
- Orlando Huff, ex giocatore di football americano statunitense (Mobile, n. 1978)
- Orlando Pace, ex giocatore di football americano statunitense (Sandusky, n. 1975)

## Hockeisti su ghiaccio(1)
- Orlando De Toni, hockeista su ghiaccio italiano (Alleghe, n. 1951 - Alleghe, † 2015)

## Liutisti(1)
- Orlando Cristoforetti, liutista italiano (Avio, n. 1940 - Verona, † 2022)

## Maratoneti(1)
- Orlando Pizzolato, ex maratoneta italiano (Thiene, n. 1958)

## Martellisti(1)
- Orlando Bianchini, ex martellista italiano (Roma, n. 1955)

## Militari(2)
- Orlando De Tommaso, militare italiano (Oria, n. 1897 - Roma, † 1943)
- Orlando Carlo de' Rossi, militare italiano (Mantova, n. 1575 - † 1618)

## Nobili(4)
- Orlando Bridgeman, III conte di Bradford, nobile e politico inglese (Londra, n. 1819 - Weston Park, † 1898)
- Orlando, nobile franco (n. 736 - Roncisvalle, † 778)
- Orlando d'Aragona, nobile, politico e militare italiano (Catania - Caltanissetta, † 1361)
- Orlando della Rovere-del Carretto, nobile e arcivescovo cattolico italiano (Savona - Cairo Montenotte, † 1529)

## Nuotatori(1)
- Orlando Amêndola, nuotatore, pallanuotista e canottiere brasiliano (Rio de Janeiro, n. 1899 - Rio de Janeiro, † 1974)

## Ostacolisti(2)
- Orlando Bennett, ostacolista giamaicano (n. 1999)
- Orlando Ortega, ostacolista cubano (Artemisa, n. 1991)

## Pallavolisti(1)
- Orlando Santiago, pallavolista portoricano (n. 1996)

## Pallonisti(1)
- Orlando Rondini, pallonista italiano (Mondolfo, n. 1924 - Canada, † 2002)

## Partigiani(2)
- Orlando Pucci, partigiano e sindacalista italiano (Sansepolcro, n. 1925 - Sansepolcro, † 2007)
- Orlando Rampolli, partigiano italiano (Sesto Imolese - Imola, † 1967)

## Pedagogisti(1)
- Orlando Pescetti, pedagogista e letterato italiano (Marradi, n. 1556 - Verona, † 1624)

## Performance artist(1)
- Orlando Mohorović, performance artist croato (Albona, n. 1950 - Portalbona, † 2018)

## Pianisti(1)
- Orlando Calevro, pianista italiano (Massa, n. 1954 - Parma, † 2004)

## Pittori(3)
- Orlando Flacco, pittore italiano (Verona)
- Orlando Grosso, pittore e storico dell'arte italiano (Genova, n. 1882 - Bonassola, † 1968)
- Orlando Merlini, pittore italiano († 1510)

## Poeti(1)
- Orlando Rossardi, poeta e drammaturgo cubano (L'Avana, n. 1938 - Santiago del Cile, † 2024)

## Politici(5)
- Orlando Bridgeman, V conte di Bradford, politico britannico (n. 1873 - † 1957)
- Orlando Fabbri, politico italiano (Castiglione dei Pepoli, n. 1937 - † 2014)
- Orlando Jorge Mera, politico dominicano (Santiago de los Caballeros, n. 1966 - Santo Domingo, † 2022)
- Orlando Lucchi, politico italiano (Tenno, n. 1921 - † 1995)
- Orlando Minchio, politico italiano (Dolo, n. 1942 - Dolo, † 2012)

## Produttori discografici(2)
- Jahlil Beats, produttore discografico e beatmaker statunitense (Chester, n. 1988)
- Orlando, produttore discografico, editore e cantante italiano (Il Cairo, n. 1936)

## Pubblicitari(1)
- Orlando Orlandi, pubblicitario italiano (Grassano, n. 1875 - Milano, † 1935)

## Pugili(3)
- Orlando Canizales, pugile statunitense (Laredo, n. 1965)
- Orlando Cruz, pugile portoricano (Yabucoa, n. 1981)
- Orlando Martínez, pugile cubano (L'Avana, n. 1944 - L'Avana, † 2021)

## Registi(3)
- Orlando Forioso, regista, attore e scrittore italiano (Torre Annunziata, n. 1959)
- Dito Montiel, regista, sceneggiatore e musicista statunitense (New York, n. 1965)
- Orlando von Einsiedel, regista britannico (Londra, n. 1980)

## Schermidori(2)
- Orlando Nannini, ex schermidore argentino (Buenos Aires, n. 1937)
- Orlando Ruiz, schermidore cubano (Las Villas, n. 1935 - Cárdenas, † 2017)

## Scrittori(1)
- Orlando Echeverri Benedetti, scrittore colombiano (Cartagena de Indias, n. 1980)

## Scultori(2)
- Italo Griselli, scultore italiano (Montescudaio, n. 1880 - Firenze, † 1958)
- Orlando Paladino Orlandini, scultore e medaglista italiano (Scansano, n. 1905 - Montespertoli, † 1986)

## Storici(1)
- Orlando Figes, storico britannico (Londra, n. 1959)

## Tennisti(2)
- Orlando Luz, tennista brasiliano (Carazinho, n. 1998)
- Orlando Sirola, tennista italiano (Fiume, n. 1928 - Bologna, † 1995)

## Vescovi cattolici(1)
- Orlando Orsini, vescovo cattolico e letterato italiano (Roma, † 1505)

## Wrestler(2)
- Epico, wrestler portoricano (San Juan, n. 1982)
- Orlando Jordan, ex wrestler statunitense (Salem, n. 1974)